# Hansjürgen Rosenbauer
Hansjürgen Rosenbauer (* 10. Dezember 1941 in Diez) ist ein deutscher Fernsehmoderator und ehemaliger Intendant des ORB.

## Leben
Nach dem Abitur an der Tilemannschule Limburg im Jahr 1962 studierte Rosenbauer Germanistik, Politik und Soziologie in Frankfurt am Main und New York. An der New York University wurde er 1968 mit dem Thema Brecht und der Behaviorismus promoviert.
Nach Tätigkeiten für Zeitungen und Rundfunkanstalten wurde Rosenbauer 1969 als Fernsehredakteur beim Hessischen Rundfunk angestellt. Es folgten weitere Stationen im öffentlich-rechtlichen Rundfunk, unter anderem als Korrespondent in Prag und als Redakteur im ARD-Studio Bonn. Beim WDR-Fernsehen war er zwischen 1978 und 1983 Leiter der Programmgruppe Ausland und anschließend bis 1991 Leiter der Programmgruppe Kultur, Wissenschaft und Bildung.
Rosenbauer wurde 1991 Intendant des neu gegründeten Ostdeutschen Rundfunks Brandenburg (ORB). In diesem Amt blieb er bis zur Fusion des ORB mit dem Sender Freies Berlin (SFB) zum Rundfunk Berlin-Brandenburg (RBB) im Mai 2003. Im September desselben Jahres wurde er nach massivem Druck der SPD auf ihren Koalitionspartner CDU vom Brandenburger Landtag im zweiten Wahlgang in den Medienrat der Medienanstalt Berlin-Brandenburg gewählt. Seit 2015 war er dessen Vorsitzender, bis er 2020 aus dem Medienrat ausschied.
Bis zum Sommersemester 2007 war Rosenbauer Professor an der Kunsthochschule für Medien in Köln. Ferner ist er einer der Gründer der Electronic Media School in Potsdam. Als Fernsehmoderator ist er vor allem durch die Sendungen Je später der Abend, Weltspiegel, Kulturweltspiegel, Ich trage einen großen Namen und Rosenbauer im Gespräch bekannt geworden.
Stellvertretend für das Team der Sendung Mai-Revue erhielt Rosenbauer 1986 den Sonderpreis Live beim Adolf-Grimme-Preis.
Rosenbauer lebt in Zaatzke bei Heiligengrabe in Brandenburg.

## Auszeichnungen
- 2013 Verdienstorden des Landes Brandenburg

## Biografisches
- WDR Geschichte(n) – Eine Zeitreise in 14 Interviews: Hansjürgen Rosenbauer. WDR Fernsehen, 5. Oktober 2018, 60 min., WDR Mediathek unbefristet